# Bermillo de Sayago

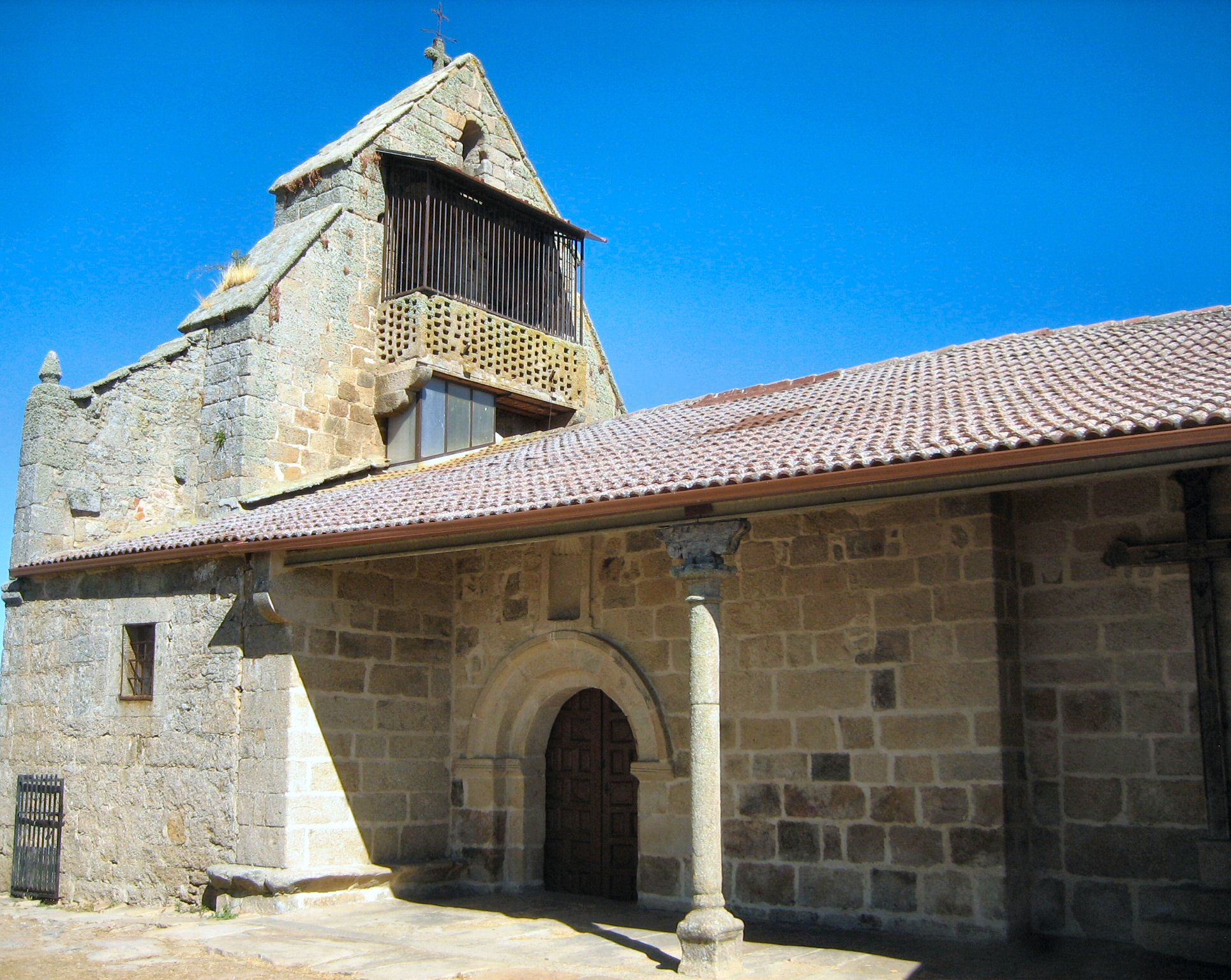
Villamor de la Ladre – Iglesia de Nuestra Señora de los Ángeles

Bermillo de Sayago ist ein nordwestspanischer Ort und eine aus dem Hauptort sowie 7 eingemeindeten Weilern (pedanías) bestehende Gemeinde (municipio) mit insgesamt nur noch 1.026 Einwohnern (Stand: 2024) in der Provinz Zamora in der Autonomen Gemeinschaft Kastilien-León.

## Lage und Klima
Der Ort Bermillo de Sayago liegt im Südwesten der Provinz Zamora in einer Höhe von ca. 825 m im Zentrum der alten Kulturlandschaft Sayago. Die Provinzhauptstadt Zamora ist knapp 38 km (Fahrtstrecke) in nordöstlicher Richtung entfernt. Das gemäßigte Klima wird zeitweise vom Atlantik beeinflusst; Regen (ca. 550 mm/Jahr) fällt vorwiegend im Winterhalbjahr.

## Bevölkerungsentwicklung
| Jahr      | 1857 | 1900 | 1950 | 2000 | 2020 |
| Einwohner | 876  | 1143 | 882  | 1436 | 1007 |

Infolge der Mechanisierung der Landwirtschaft, der Aufgabe von bäuerlichen Kleinbetrieben („Höfesterben“) und der daraus resultierenden Arbeitslosigkeit auf dem Lande ist die Bevölkerung seit den 1950er Jahren kontinuierlich zurückgegangen. Infolge der Eingemeindungen der Weiler Fadón, Piñuel, Torrefrades, Abelón, Gáname, Villamor de Cadozos und Villamor de la Ladre in den 1960er und 1970er Jahren entstand ein scheinbares Wachstum.

## Wirtschaft
Die Landwirtschaft, vor allem die Anpflanzung von Weinreben, Oliven- und Obstbäumen sowie die Zucht von Rindern, Eseln, Schafen und Ziegen, spielt traditionell die größte Rolle im Wirtschaftsleben der Gemeinde. Daneben fungierte der Ort bereits im Mittelalter als Handels-, Handwerks- und Dienstleistungszentrum für die Weiler und Einzelgehöfte in der Region. Einnahmen aus dem Tourismus in Form der Vermietung von als Ferienwohnungen (casas rurales) genutzten leerstehenden Häusern sind in den letzten Jahrzehnten des 20. Jahrhunderts hinzugekommen.

## Geschichte
Bereits in vorrömischer Zeit siedelten hier Stammesgruppen vom keltischen Volk der Vettonen, die von den Römern im Jahre 193 v. Chr. unterworfen wurden. Aus westgotischer und islamischer Zeit sind keine Funde bekannt. Die Rückeroberung (reconquista) der nur dünn besiedelten und abgelegenen Gebiete im 11. und 12. Jahrhundert verlief weitgehend kampflos; danach begann die Wieder- – oder besser – Neubesiedlung (repoblación) der Region.

## Sehenswürdigkeiten
Bermillo de Sayago
- Die dreischiffige Iglesia Parroquial de Nuestra Señora de la Asunción stammt aus dem letzten Drittel des 16. Jahrhunderts. Glockenturm (campanario) und Südvorhalle (portico) der Kirche wurden in der zweiten Hälfte des 19. Jahrhunderts ergänzt. Die von Strebepfeilern gestützte Mittelapsis zeigt im Innern ein schönes barockes Altarretabel.

Torrefrades
- Die einschiffige Iglesia de la Presentación de Nuestra Señora, eine schmucklose romanische Dorfkirche, wird von einem zweigeteilten Glockengiebel überhöht. Das Portal befindet sich auf der Südseite und hat einen dekorativen Überfangbogen, der auf ebenfalls verzierten seitlichen Kämpfern aufruht.[3]

Villamor de la Ladre
- Die Iglesia de Nuestra Señora de los Ángeles ist eine einfache, aber in Teilen (Glockengiebel, Portal) romanische Dorfkirche.[4]
- Die Ermita de Mediavilla steht etwas außerhalb des Ortes; sie hat einen in der Region wiederholt vorkommenden barocken Apsiserker.